# Yekaterina Záitseva
Yekaterina Záitseva (transliteración cirílico Екатерина С. За́йцева; n. 1968) es una botánica rusa.

## Algunas publicaciones
- alexander p. Melikian, alexey v.f.ch. Bobrov, ekaterina s. Zaytzeva. 1999. "A new fruit type in Amborella trichopoda Baill." Symp. Biodiv. Evolutions biol.: 122

- La abreviatura «Zaytzeva» se emplea para indicar a Yekaterina Záitseva como autoridad en la descripción y clasificación científica de los vegetales.[1]